# Aspyr
Aspyr Media, Inc., com nome comercial Aspyr, é uma empresa americana desenvolvedora e publicadora de jogos eletrônicos com sede em Austin, Texas. Fundada em 1996, a companhia se especializou no porte de jogos do Microsoft Windows para o MacOS e Linux, fazendo parceria com empresas como 2K Games, Activision, Electronic Arts e Gearbox Software.
Em 2 de fevereiro de 2021, a Saber Interactive, subsidiária da Embracer Group, anunciou a compra da Aspyr por US$ 450 milhões.

## Jogos
Franquias populares portadas pela Aspyr incluem Call of Duty, Civilization, Borderlands, The Sims 2 Super Colection, jogos das franquias Harry Potter, Star Wars e SimCity. Até 2003, a empresa possuía 60% do mercado de entretenimento do Mac.
A empresa também produziu e distribuiu vários álbuns e documentários. Em 2015, a Aspyr desenvolveu e publicou  Fahrenheit: Indigo Prophecy Remastered, uma remasterização do jogo publicado em 2005 pela Quantic Dream, Fahrenheit.